# Planalto do Paraná
O Planalto do Paraná é uma formação do relevo paraguaio, localizada na região Oriental.